# علي عبد الله أحمد
علي عبد الله أحمد، المعروف أيضا باسم صلاح أحمد السلمي (12 يناير 1970 - 10 يونيو 2006) مواطن يمني معتقل في معتقل غوانتانامو الأمريكي في كوبا.
الرقم التسلسلي الخاص به 693، ولد في عام 1977 في إب باليمن.
توفي علي في معتقل غوانتانامو في 10 يونيو 2006. تدعى السلطات الأمريكية أنه وفاته كانت حالة انتحار، توفي في نفس اليوم اثنين من المعتقلين الآخرين هما مانع العتيبي وياسر طلال الزهراني، وقالت السلطات الأمريكية أنهما بدافع الانتحار أيضًا، تلقت وفاتهم تغطية واسعة في وسائل الإعلام.
اعتقل شقيقه الأصغر (محمد ياسر أحمد طاهر، المعروف أيضًا باسم ياسر السلمي) في معتقل غوانتانامو أيضًا حتى عام 2009. ثم قتل في 2 مارس 2017  بصاروخ من طائرة بدون طيار.

## سبب الوفاة
قال بعض السجناء، منهم مراد كورناز، أنهم يعتقدون أن الرجال الثلاثة قتلوا على يد الحراس في غوانتانامو.
في ديسمبر 2009، نشرت كلية القانون في جامعة سيتون هول تقرير بعنوان  «الموت في معسكر دلتا»، وهو التقرير الذي أُعد تحت إشراف مدير مركز السياسات والبحوث، البروفيسور مارك دانبيوكس، منتقدا العديد من التناقضات في التصريحات الرسمية لوزارة الدفاع عن هذه الوفيات. والتقرير متوفر على الإنترنت على الموت في معسكر دلتا.
في 18 يناير 2010، نشرت مجلة هاربر مقالا يستنكر مقتل السجناء نتيجة تعرضهم للتعذيب في «مكان مظلم»، كما يستنكر تغطية السلطات الأمريكية على هذه الحادثة،  كان التقرير يعتمد في تحقيقاته على شهادات الجنود الأربعة الذين كانوا يعملون في المخيم في ذلك الوقت.

## وصلات خارجية
- علي عبد الله أحمد معتقل غوانتانامو، ويكيليكس
- الموت في معسكر دلتا، مركز السياسات والبحوث، جامعة سيتون هول للقانون المدرسة
- "غوانتانامو والانتحار": معسكر دلتا"، مجلة هاربر، 18 يناير 2010
- ورثنجتون، «القتل في غوانتانامو: تغطية مستمرة»، السجل العام، 9 يونيو 2010
- أندرو سوليفان «ثلاث جثث في» غوانتانامو«: الأسوأ يبدو صحيحًا» نسخة محفوظة 29 يناير 2011 على موقع واي باك مشين.، الأطلسي، 18 يناير 2010
- «مجلة أمريكية تدعي مقتل سجناء في غوانتانامو خلال الاستجواب»، الجارديان، 18 يناير 2010